# حسن حشمت
حسن حشمت (20 يناير 1920 - يوليو 2006) كان نحات مصري شهير، أشتهر بأتخاذ ابن البلد وبنت البلد محورًا لأعماله النحتية وهو أول من أنتج التماثيل الصغيرة التى تعبر عن روح مصر بحاضرها وماضيها من خامة البورسلان.
شارك خلال رحلته الفنية بالعديد من المعارض الجماعية العامة والفردية الخاصة، كما حصل على العديد من الجوائز والأوسمة التي نالها في العديد من الدول العربية والغربية، ومنها شهادة تكريم من وزير الثقافة في 1995 كأحد رواد الفن التشكيلي المُعاصر في مصر، وخُتمت في عام 2000 بجائزة الدولة التقديرية في الفنون من المجلس الأعلى للثقافة.

## متحف حسن حشمت
في عام 1998 أهدى وزارة الثقافة جزء من منزله لإقامة متحف تضم بعض من أعماله والتي تتكون من أكثر من عشرين تمثالاً ولوحة حجرية وخزفية كبيرة.